# Pirosmani
Pirosmani è un film del 1969 diretto da Giorgi Shengelaya e basato sulla vita del pittore georgiano Niko Pirosmani.

## Riconoscimenti
- 1973 - British Film Institute Awards
  - Trofeo Sutherland (Giorgi Shengelaya)
- 1974 - Chicago International Film Festival
  - Hugo d'oro (Giorgi Shengelaya)